# Olivier le Daim
Olivier le Daim eller le Dain, död 24 maj 1484, var en fransk kungagunstling.
Olivier le Daim var som kung Ludvig XI:s barberare även en av hans närmaste förtrogna och blev efter hand adlad och rådsherre. Han betraktades av omgivningen som Ludvigs onda ande. Då efter kungens död räfst hölls med kungens närmaste män blev le Daim hängd. Han har länge varit flitigt förekommande som litterär gestalt, bland annat hos Alfred Neumann i romanen Der Teufel (1926).